# Lieftinckia malaitae
Lieftinckia malaitae är en trollsländeart som beskrevs av Maurits Anne Lieftinck 1987. Lieftinckia malaitae ingår i släktet Lieftinckia och familjen flodflicksländor. Inga underarter finns listade i Catalogue of Life.